# Cândești (okręg Botoszany)
Cândești – wieś w Rumunii, w okręgu Botoszany, w gminie Cândești. W 2011 roku liczyła 975 mieszkańców.